# Ingenjörbandvagn 120
Ingenjörbandvagn 120 (militärförkortning: ingbv 120) i Sverige eller AEV 3 Kodiak (engelska: Armoured Engineering Vehicle, "pansrat ingenjörsfordon") internationellt är ett banddrivet, bepansrat fältarbetsfordon (engelska: Armoured engineering vehicle (AEV)) framtaget av Sverige i samarbete med Nederländerna.

## Historik
Sverige hade under lång tid saknat ett fältarbetsfordon. År 1999 fick Försvarets materielverk i uppdrag att anskaffa en ingenjörbandvagn baserad på ett stridsvagnschassi. Ursprungligen avsåg man att bygga om begagnade Leopard 1-vagnar, men man valde sedermera att satsa på Leopard 2. Man inledde samarbete med Nederländerna, Danmark, Spanien och Schweiz, av vilka man nådde längst med Schweiz. I december 2001 avbröts upphandlingen då den svenska Försvarsmakten inte kunde skjuta till mer pengar. Under 2002 startade projektet på nytt och ett år senare, 2003, fanns en prototyp klar. Denna prototyp hade byggts av Schweiz och Rheinmetall Landsysteme (RLS) i Tyskland. På nytt inledde man ett samarbete med Danmark, men i november 2005 valde Danmark att lämna projektet. I december 2007 gav den holländska regeringen klartecken till fortsatt samarbete och 16 januari 2008 skrev Sverige, Nederländerna och RLS ett avtal.

## Produktion
Sex begagnade Stridsvagn 121 revs vid Försvarsmaktens markverkstad i Skövde. Därefter skickades chassit till RUAG Land Systems i Schweiz som byggde på de fordonsspecifika modulerna: besättningsutrymme, verktygsfästen, etc. Därefter sändes de svenska fordonen tillbaka för utrustning i Sverige. Skillnaden mellan de holländska, svenska och schweiziska versionerna var huvudsakligen märkning, målning, vissa verktyg, sambandsutrustning och rökkastare. I övrigt var funktion och konfiguration lika till ca 95 %. Projektkostnaderna delades lika mellan Nederländerna och Sverige, förutom nationellt specifika kostnader.

## Arbetsuppgifter
Ett fältarbetsfordon skall stödja stridande förband med sådana arbeten som krävs för att förbanden skall kunna lösa sin uppgift i strid, bland annat:
- Minbrytning
- Grävning av skyddsställningar
- Schaktning av jordmassor
- Konstruktion och rivning av hinder

Ingbv 120 kan bryta minor ner till 30 cm under markytan. Med sin grävskopa kan den gräva 200 kubikmeter i timmen ner till ett grävdjup om fyra meter och en grävhöjd om nio meter. Med sitt schaktblad kan den flytta 350 kubikmeter i timmen. Den är dessutom försedd med två vinschar (Rotzler) som vardera klarar nio ton.

## Leverans
De första leveranserna av Ingbv 120 skedde 2011. Sverige beställde sex fordon, Nederländerna tio fordon och Schweiz tolv fordon.

## Användare
- Nederländerna, 10 vagnar.
- Singapore, 3 vagnar.
- Schweiz, 12 vagnar.
- Sverige, 6 vagnar.

## Galleri

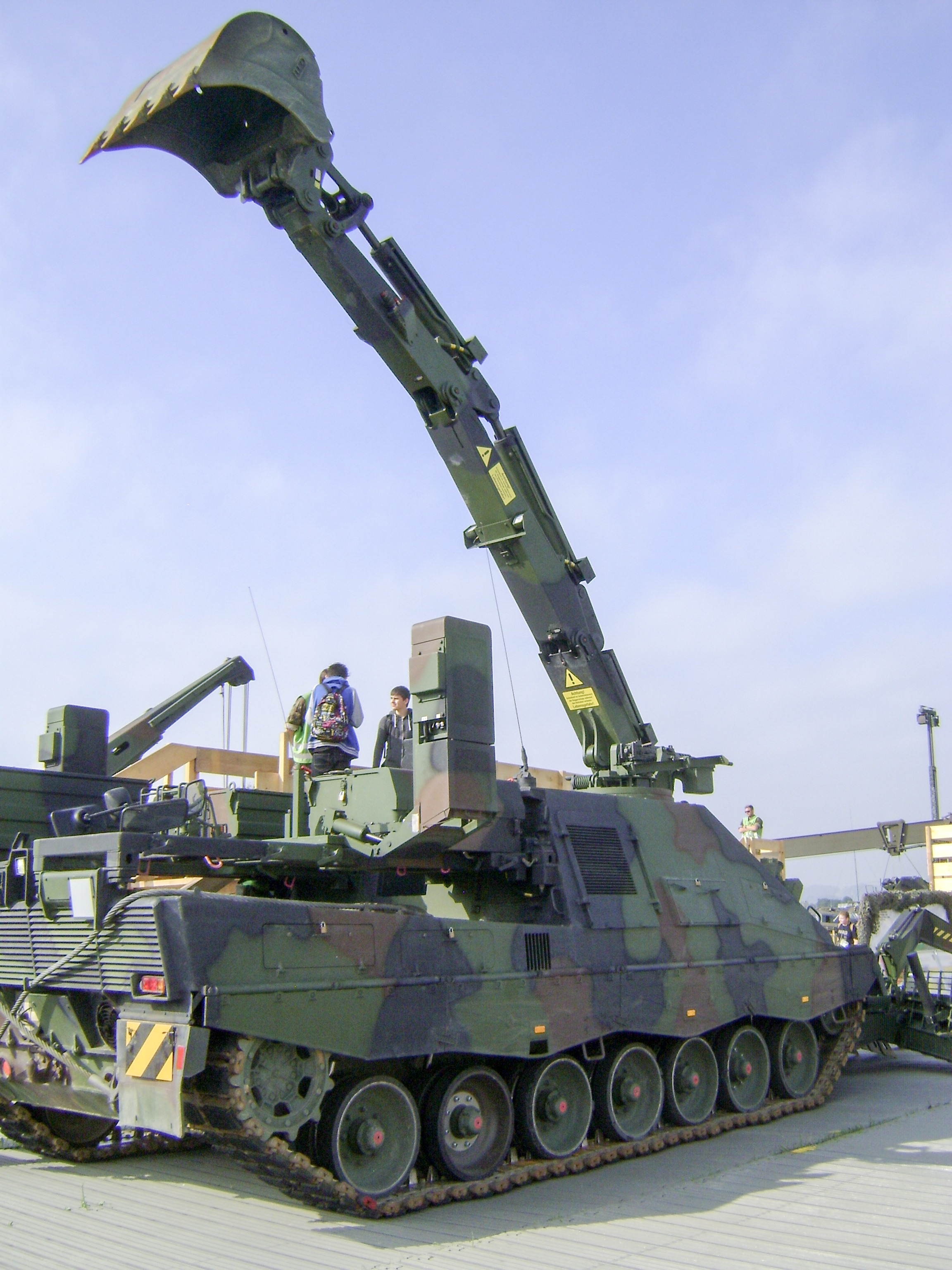
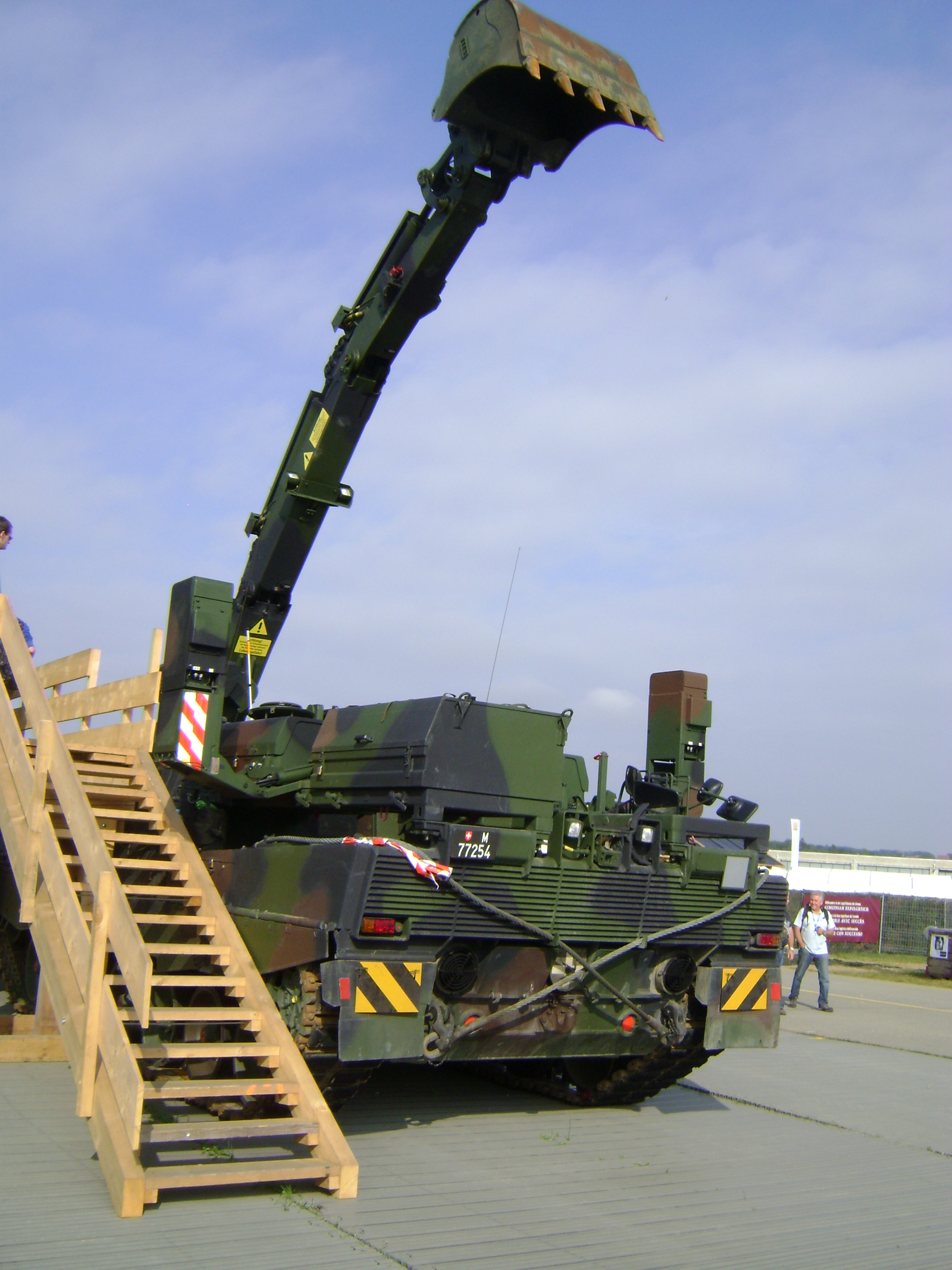
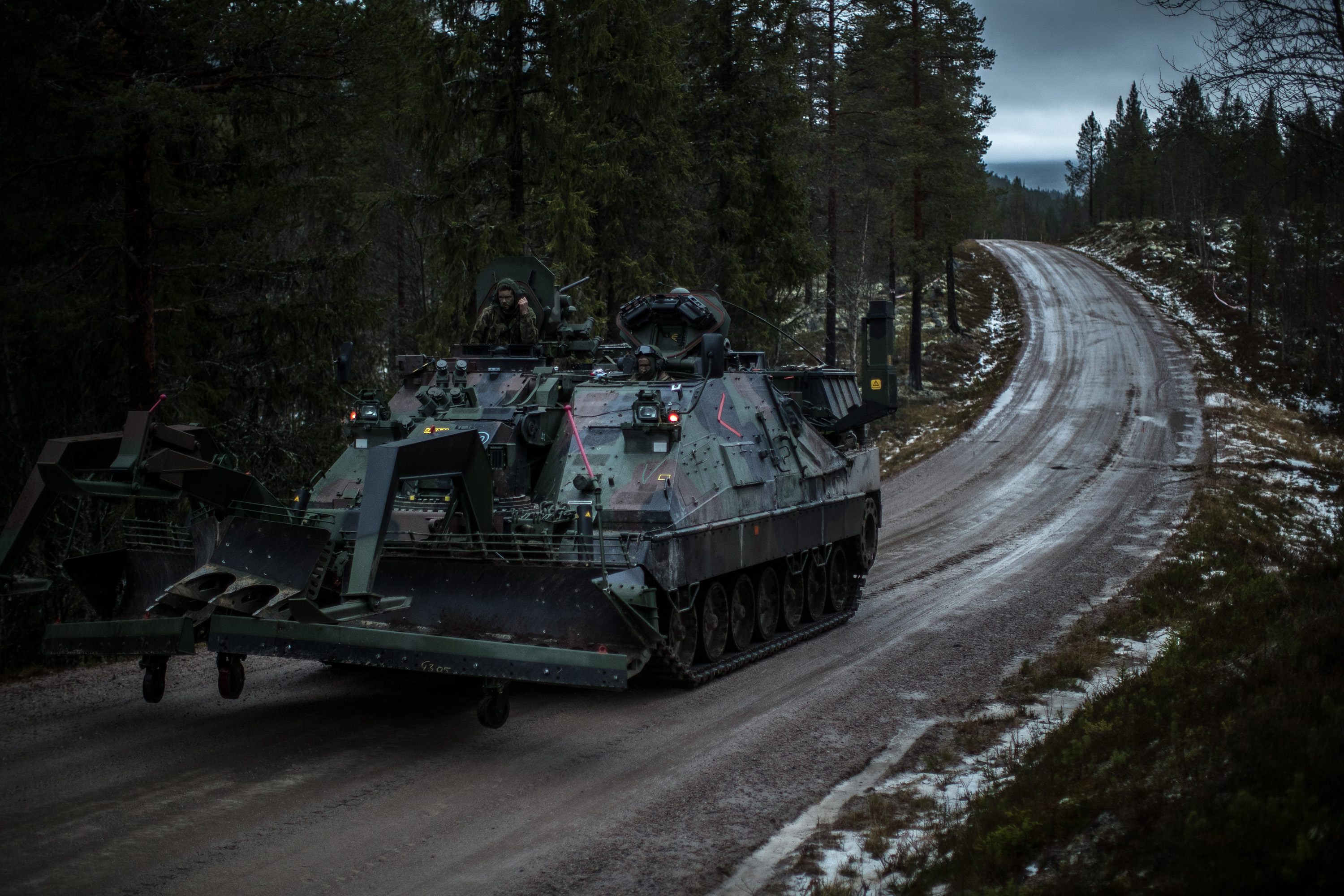